# J'ai gagné un million
J'ai gagné un million est le titre d'un film belge réalisé par Og Calster sorti en 1936.

## Synopsis
Oscar Fluche, modeste fonctionnaire, apprend par ses collègues de bureau qu’il vient de gagner un million à la loterie. Immédiatement il invite ses amis à fêter joyeusement cette heureuse nouvelle avec sa famille et ses amis, dépensant sans compter. Le petit matin arrive et M. Fluche fait ses comptes et quand il a tout inscrit, le millionnaire s’aperçoit qu’il a déjà dépensé plus que son million… Une farce parmi d'autres ! Après tout, la vie continue.
Le film se passe à Bruxelles où les comédies en dialecte bruxellois de Gaston Schoukens (réalisateur de En avant la musique, C’était le bon temps) remportent, au milieu des années 1930, un grand succès populaire.

## Fiche technique
- Réalisation : Og. Calster
- Scénario : Ed. Bodart, Og. Calster
- Musique : Henry Wyn
- Photographie : Paul Flon, Thierry Goede
- Montage : Marguerite Beaugé
- Production : Bruxelles-films
- Format : Noir et blanc - 1.33 - Mono
- Langue : français - version originale - sans sous-titres
- Durée : 70 min
- Sortie : 1936

## Distribution
- John Aster : Client 1
- Monsieur Charlier : Employé (I)
- Clemy	: Jeune fille
- Cocky	: Receveur des contributions
- Dernouville : Chauffeur
- Dolys	: Garçon
- Blanche Duckers :  Dame du vestiaire
- Lolita Econga	:  Entraîneuse
- A. Fabian : Barman
- Jeanne Garin : Vendeuse
- Little Harry : Animateur
- Marjorie King	: Marjorie
- Lem : Employé (II)
- Jane Marceau	: Yvonne Fluch
- Marvel	: Directeur
- Mauville	: Chef de bureau
- Jeanne Max	:  Directrice
- Simone Max	: Honorine Fluch
- Michaux	:  	Portier
- Alex Mondose	: Anatole Puiseur
- V. Nandrin	:  	Couturier
- Ohio	:  	Maître d'hôtel
- Lucien Prad	:  	Marquis
- Marcel Roels	: Jeune homme
- Walter Ruffax	:  	Pierre
- Sancre	:  	Client 2
- Raymonde Sartène: Marchande journaux
- Marcel Savières : Client 4
- Jean Schouten : Oscar Fluch
- Paulette Schouten : Petite femme
- Thouroude : Client 3
- Tonniet : Barbu
- John Welty : Rentier